# Vincent Ssempijja
Vincent Bamulangaki Ssempijja (* 28. November 1956) ist ein ugandischer Politiker der National Resistance Movement (NRM), der seit 2016 Minister für Landwirtschaft, Tierindustrie und Fischerei ist.

## Leben
Vincent Ssempijja besuchte zunächst die St Josephs Bajja Primary School und danach zwischen 1969 und 1974 die St Charles Lwanga Kasasa, ehe er von 1974 und 1976 die Caltec Academy Makerere absolvierte. Er war zwischen 1992 und 1993 stellvertretender Bezirksverwaltungsbeamter (Deputy District Administrator) sowie von 1995 bis 1998 Residierender Bezirkskommissar (Resident District Commissioner) beziehungsweise zwischen 1998 und 2011 Vorsitzender des Distrikt Masaka, der in der Zentralregion Ugandas liegt. In dieser Zeit erwarb er 1996 ein Diplom College of Professional Management. Des Weiteren begann ein Studium im Fach Management an der Nkumba University, das 2007 mit einem Bachelor of Business Administration (BBA) beendete. Später absolvierte er ein postgraduales Studium an der Nkumba University, das er 2010 mit einem Master of Arts (M.A.) abschloss.
2011 wurde Ssempija erstmals für das National Resistance Movement (NRM) zum Mitglied des Parlaments von Uganda gewählt und vertritt in diesem seither den Wahlkreis Kalungu County East, der im Distrikt Kalungu in der Zentralregion liegt. Nachdem er zwischen 2015 und 2016 Staatsminister im Landwirtschaftsministerium (Minister of State for Agriculture), wurde er 2016 Minister für Landwirtschaft, Tierindustrie und Fischerei (Minister of Agriculture, Animal Industry and Fisheries) im Kabinett von Premierminister Ruhakana Rugunda.

## Weblink
- Biografie auf der Homepage des Parlaments von Uganda

| Personendaten    | Personendaten                                       |
| ---------------- | --------------------------------------------------- |
| NAME             | Ssempijja, Vincent                                  |
| ALTERNATIVNAMEN  | Ssempijja, Vincent Bamulangaki (vollständiger Name) |
| KURZBESCHREIBUNG | ugandischer Politiker                               |
| GEBURTSDATUM     | 28. November 1956                                   |